# 中国国际广播电台俄语广播
中国国际广播电台俄语广播（俄语：Международное радио Китая）是中国国际广播电台的主要对外广播语种频道之一，于1954年12月24日开播。每天播出20小时，通过FM、中波、短波及网络广播。广播覆盖范围为中国北部、俄罗斯、东欧地区、中亚，并定期和俄罗斯卫星广播电台交换广播节目。

## 概况
在开播初期，节目的主要内容是歌颂中苏友好的宣传。在中苏交恶之后，节目改为播放红色歌曲为主。在中苏交恶期间，该台俄语时段会受到干扰。1980年代开始改为播放经济类节目，在苏联解体以后，开始延长广播时间。

## 历史
- 1954年12月24日 - 开播，同时呼号声配乐是《东方红》。
- 1993年1月1日 - 改称中国国际广播电台。
- 1999年12月 - 开通网站。
- 2004年12月25日 - 庆祝俄语广播开播50周年[1][2]。

## 主要节目
- 《时事》
- 《新闻》
- 《听众信箱》
- 《空中交流》
- 《轻松学汉语》
- 《九州方圆》
- 《生活风景线》

## 收听频率
- 时区：UTC+08:00
- 上次更新时间：2021年3月28日[3]

### 调频
103.1、103.7MHz

### 中波
| 播音時間    | 播音频率                                                                             |
| 00:00-01:00 | 9445、7430kHz（仅西伯利亚）                                                          |
| 01:00-02:00 | 5905、13600kHz（仅中亚）                                                             |
| 02:00-03:00 | 5905、17640kHz（仅中亚）                                                             |
| 03:00-04:00 | 5905、17640、15435、17710kHz（仅中亚）                                               |
| 04:00-05:00 | 欧洲：15445、15665kHz 中亚：5905、17640kHz                                           |
| 05:00-06:00 | 15445、15665kHz（仅欧洲）                                                            |
| 06:00-08:00 | （全频检修休台）                                                                     |
| 08:00-09:00 | 15335、15665kHz（仅欧洲）                                                            |
| 09:00-10:00 | 15445、15665kHz（仅欧洲）                                                            |
| 10:00-11:00 | 西伯利亚：7390、9725kHz 远东：963、1116、11935kHz                                    |
| 11:00-12:00 | 西伯利亚：9725、9890kHz 远东：963、1116、11935kHz                                    |
| 12:00-13:00 | 欧洲：13575、15335kHz 中亚：7230、13600kHz 远东：963、6100、11935kHz                 |
| 13:00-14:00 | 中亚：7230、13600kHz 西伯利亚：5915、5990kHz 远东：963、9675kHz                      |
| 14:00-15:00 | 中亚：5905、11910kHz 远东：963、9675kHz                                              |
| 15:00-16:00 | 欧洲：11790、13860kHz 中亚：5905、9880kHz 西伯利亚：5915、5990kHz 远东：963、5965kHz |
| 16:00-17:00 | 欧洲：9605、9730、11875kHz 中亚：5905kHz                                             |
| 17:00-18:00 | 欧洲：7265、7410、11875kHz 中亚：9470kHz                                             |
| 18:00-19:00 | 欧洲：7210、9765kHz 中亚：9560kHz                                                    |
| 19:00-20:00 | 欧洲：7245、9525kHz 中亚：6110kHz                                                    |
| 20:00-21:00 | 7245、9525kHz（仅欧洲）                                                              |
| 21:00-23:00 | （全频检修休台）                                                                     |
| 23:00-00:00 | 9445、7430kHz（仅西伯利亚）                                                          |